# Нижегородский экзотариум
Нижегоро́дский экзота́риум (открыт 19 мая 1996 года) — экзотариум, располагающийся в Нижнем Новгороде, является одной из достопримечательностей города.
Экзотариум Нижнего Новгорода является крупнейшим в Поволжском регионе и известен за его пределами. Посещаемость выставки составляет примерно 15000 человек в год. Организация также занимается разведением экзотических животных и служит местом объединения любителей террариумистов.

## Состав коллекции
Согласно официальной информации экзотариума в состав коллекции на данный момент входят:
- Млекопитающие — 6 видов, 24 экземпляров.
- Птицы — 7 вида, 14 экземпляров.
- Рептилии — 45 видов, 100 экземпляров.
- Амфибии — 8 видов, 12 экземпляров.
- Рыбы — 3 вида, 4 экземпляра.
- Беспозвоночные — 25 видов, более 500 экземпляров.